# Katastrofa lotu Olympic Airways 830
Katastrofa lotu Olympic Airways 830 – katastrofa lotnicza, która wydarzyła się 23 listopada 1976. W jej wyniku NAMC YS-11A należący do linii Olympic Airways rozbił się nieopodal miejscowości Serwia, zabijając wszystkie 50 osób na pokładzie (46 pasażerów oraz 4 członków załogi).

## Samolot
Maszyną obsługującą lot 830 był NAMC YS-11A (nr rej. SX-BBR) o nazwie Isle of Milos i numerze seryjnym 2156. Samolot po raz pierwszy wzbił się w powietrze 12 kwietnia 1971.

## Przebieg lotu
Maszyna odbywała rutynowy lot z Aten do Kozani z międzylądowaniem w Larisie. Na pokładzie było 46 pasażerów i 4 członków załogi. Ze względu na złą pogodę w Larisie piloci zdecydowali o bezpośrednim locie do Kozani. Ostatni kontakt radiowy nastąpił o 9:45, pilot zameldował wówczas, że znajdują się 27 km na południe od Kozani i lecą kursem 318°. O 10:19 z powodu braku kontaktu z lotem 830 na lotnisku ogłoszono stan alarmowy. Niedługo później odkryto, że samolot uderzył w 1300 metrową górę nieopodal miejscowości Serwia.

## Śledztwo
Wyniki dochodzenia wykazały, że samolot leciał kursem 310°, zanim po raz pierwszy uderzył o ziemię, następnie rozpadał się na odcinku 200 metrów, aby w końcu wznieść się ponownie w powietrze i rozbić się u podnóża innej góry.